# Louis Fortin (homme politique canadien)
Pour les articles homonymes, voir Fortin.
Louis Fortin (1er décembre 1920-24 juin 2005) est un avocat et homme politique fédéral du Québec.

## Biographie
Né à Lévis dans la région de Chaudière-Appalaches, il servit dans l'Armée canadienne durant la Seconde Guerre mondiale. Tentant de déloger le député et futur premier ministre du Québec Jean Lesage, il est défait dans Montmagny—L'Islet en 1957. Élu lors d'une élection partielle déclenchée après la démission de M. Lesage en 1958, il est défait par le créditiste Jean-Paul Cook en 1962.
Quelques membres de sa famille exercent également des fonctions parlementaires entre autres, son père, Émile Fortin, est député de Lévis de 1930 à 1935 et sénateur de De la Durantaye et son grand-père, Isidore-Noël Belleau, est député de Lévis de 1883 à 1885.